# 댄 트랙턴버그
댄 트랙턴버그(영어: Dan Trachtenberg, 1981년 5월 11일 ~ )는 미국의 영화 감독이다. 2016년 개봉한 영화 《클로버필드》의 속편 《클로버필드 10번지》의 감독을 맡았다.

## 작품 목록
- 클로버필드 10번지 (2016)
- 프레이 (2022)
- 프레데터: 킬러 오브 킬러스 (2025)
- 프레데터: 죽음의 땅 (2025)